# Meadowview Estates
Meadowview Estates – miasto w Stanach Zjednoczonych, w stanie Kentucky, w hrabstwie Jefferson.